# 若弗雷·洛韦尔涅
若弗雷·洛韦尔涅（法語：Joffrey Lauvergne，1991年9月30日—），法國籃球運動員，司職中鋒。他現在效力於NBA球隊聖安東尼奧馬刺，他也代表法國國家男子籃球隊參賽。